# Ministerium der Deutschsprachigen Gemeinschaft

Hauptsitz Eupen
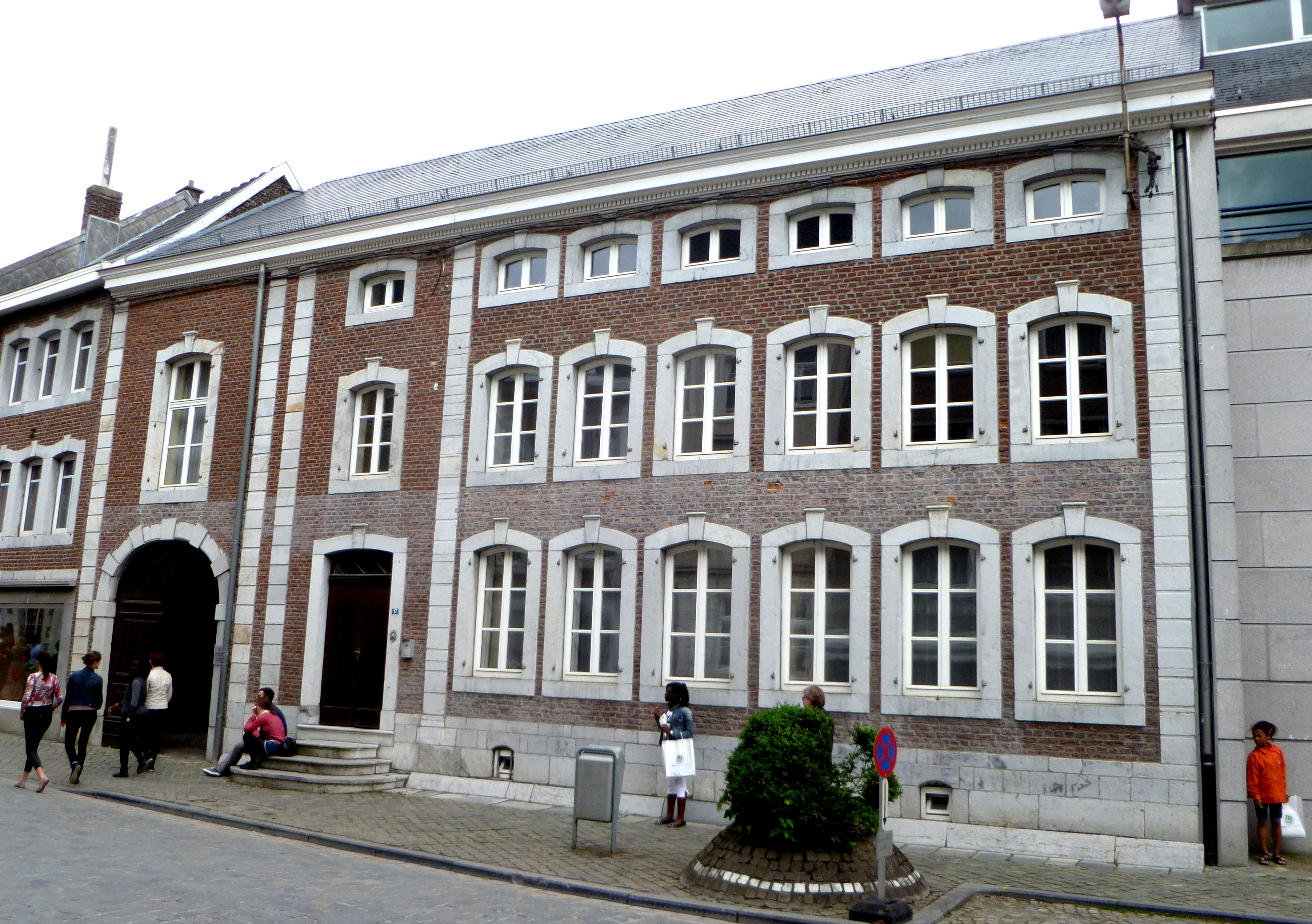
Nördl. Anbau, Gospertstraße 17
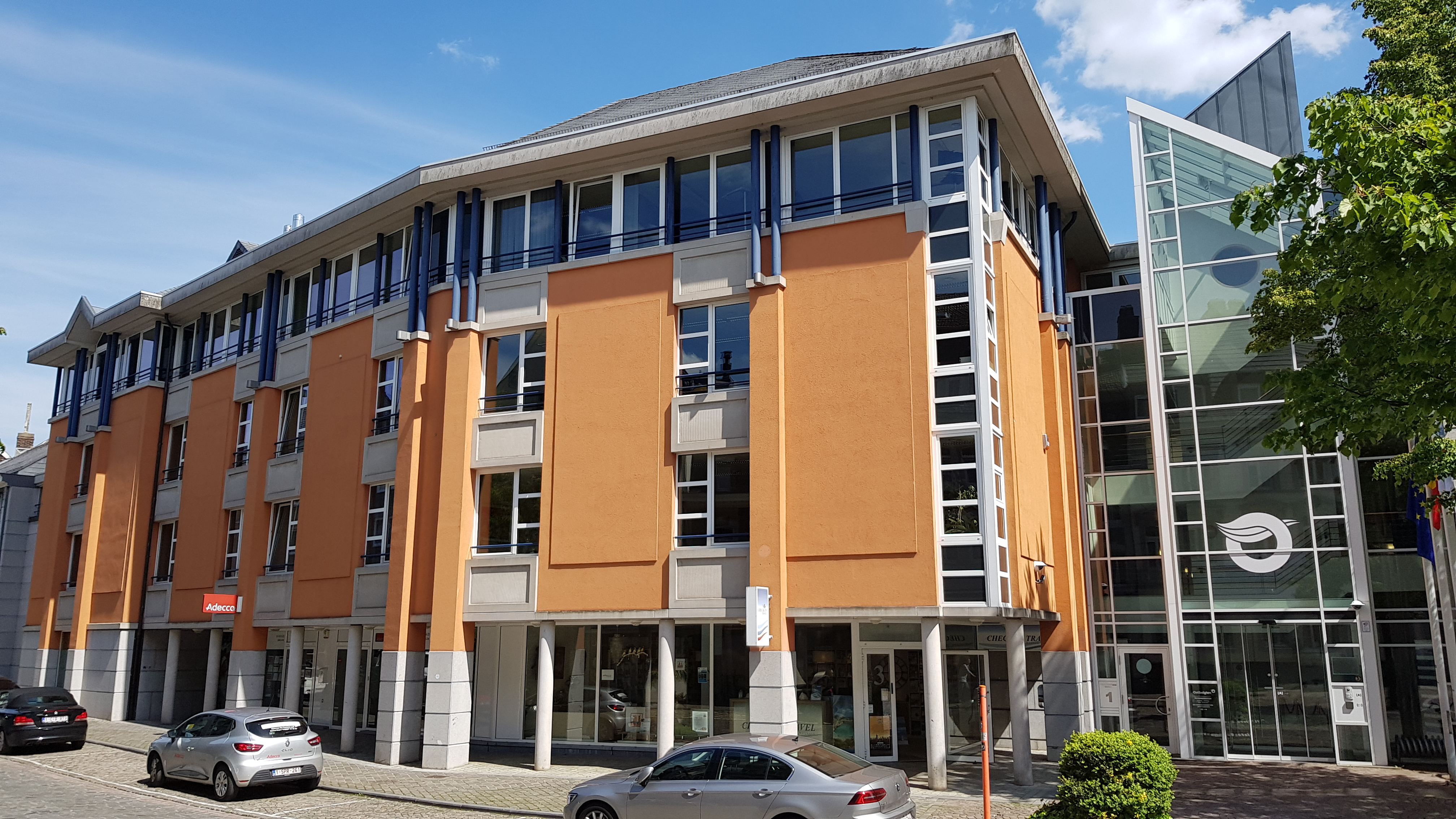
Neubaukomplex, Gospertstraße 1–15
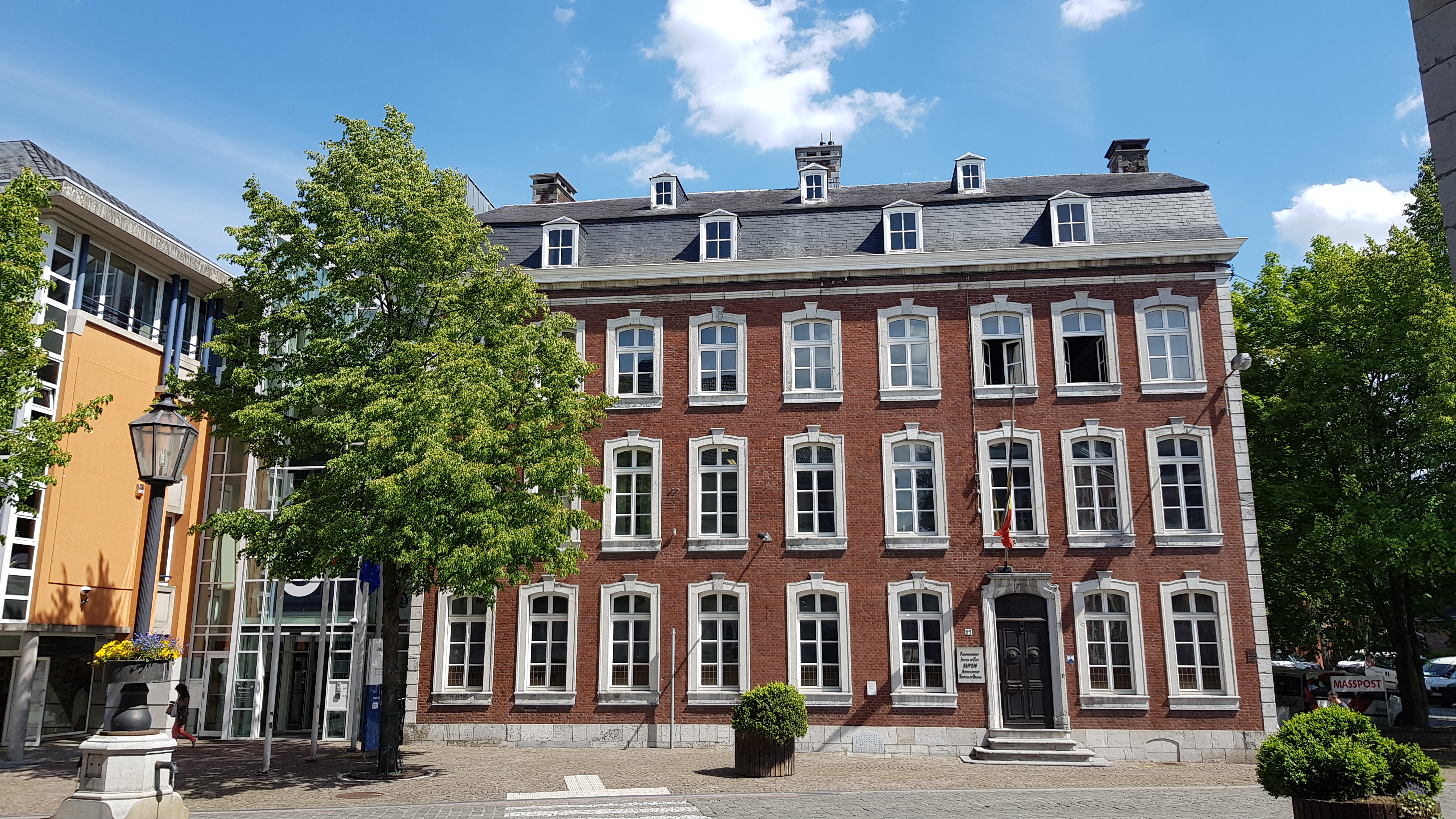
Südl. Anbau, Klötzerbahn 27

Das Ministerium der Deutschsprachigen Gemeinschaft  (auch als Ministerium der DG bezeichnet und als MDG abgekürzt) ist die öffentliche Verwaltung der Deutschsprachigen Gemeinschaft Belgiens (DG) mit Sitz in Eupen. Es wurde im Zuge der zweiten belgischen Staatsreform ab 1984 aufgebaut, nachdem die DG eine eigene Exekutive, die Regierung der Deutschsprachigen Gemeinschaft, erhalten hatte. Als Verwaltungsbehörde untersteht das Ministerium der Regierung. Es bereitet die Regierungsentscheidungen vor und sorgt ebenfalls danach für ihre administrative Abwicklung. Das Ministerium der DG setzt somit sowohl die vom Parlament der Deutschsprachigen Gemeinschaft verabschiedeten gesetzlichen Normen (Dekrete) wie auch die Regierungsbeschlüsse (Erlasse) um.
Das Ministerium der DG zählt rund 350 Beschäftigte und hat seinen Hauptsitz in dem Anfang der 2000er-Jahre neu erbauten Gebäudekomplex in der Gospertstraße 1–15, dem die von der DG erworbenen und unter Denkmalschutz stehenden benachbarten Bürgerhäuser Gospertstraße 17 und Klötzerbahn 27 bautechnisch und funktional angeschlossen wurden. Darüber hinaus verfügt das Ministerium über eine Niederlassung in Sankt Vith (Dienstleistungszentrum der DG), in Brüssel (Vertretung der Deutschsprachigen Gemeinschaft Belgiens in Brüssel) und die Gemeinsame Delegation der DG, der Französischen Gemeinschaft und der Wallonischen Region in Berlin.

## Organisation

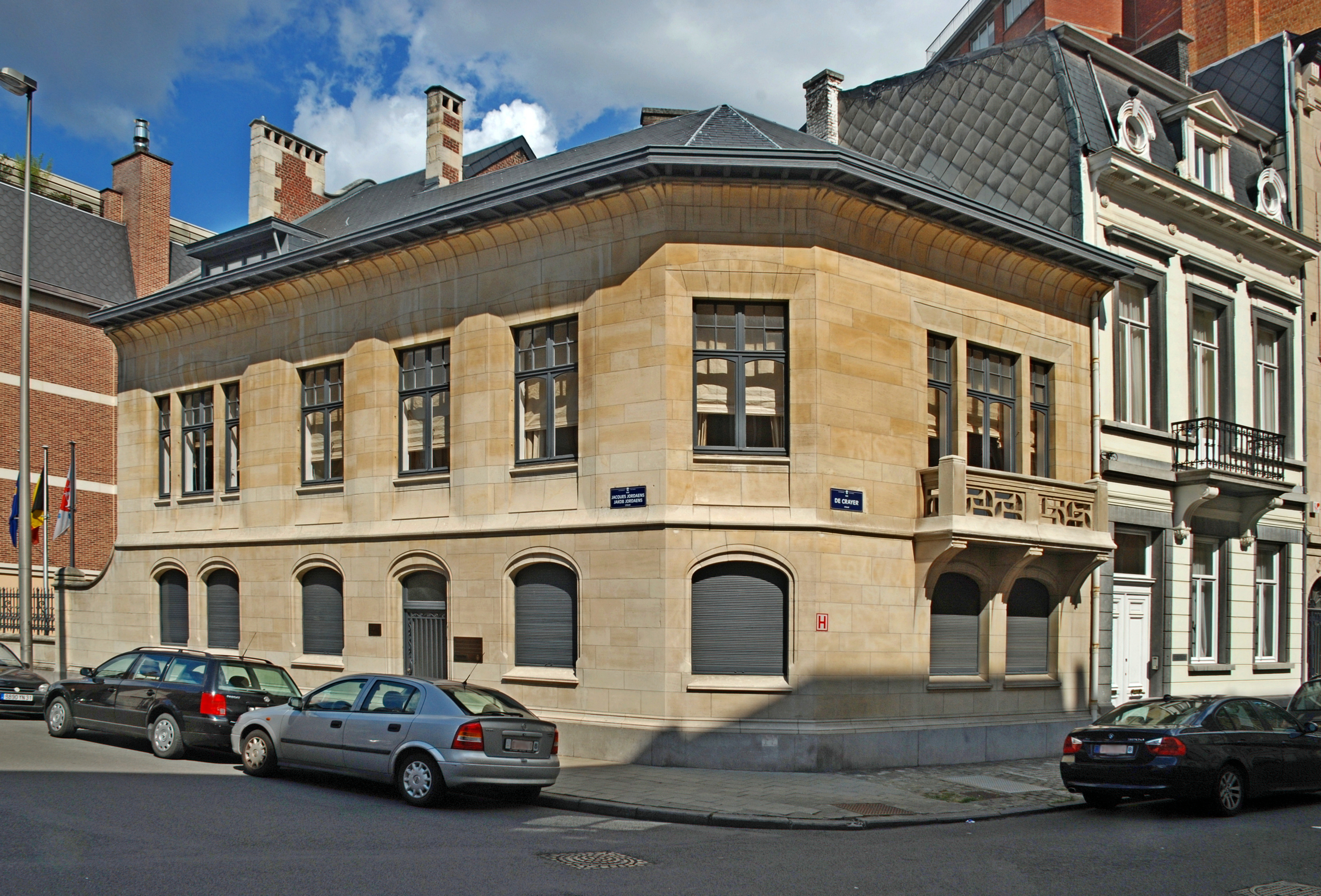
Das Hôtel De Brouckère, Sitz der Vertretung der DG in Brüssel

Seit einer am 1. September 2012 erfolgten Verwaltungsreform verfügt das Ministerium der Deutschsprachigen Gemeinschaft über eine Matrixorganisation. An der Spitze des Ministeriums steht ein Direktionsrat, der sich aus einem Generalsekretär und zwei stellvertretenden Generalsekretären zusammensetzt.
Durch das Verschwinden der ehemals übergeordneten Abteilungen ist das Ministerium direkt in 16 Fachbereiche unterteilt, die die Dienste der Hauptverwaltung bilden:
- Fachbereich Ausbildung und Unterrichtsorganisation
- Fachbereich Außenbeziehungen und Regionalentwicklung
- Fachbereich Beschäftigung
- Fachbereich Finanzen und Haushalt
- Fachbereich Gesundheit, Familie und Senioren
- Fachbereich Informatik
- Fachbereich Infrastruktur
- Fachbereich Jugendhilfe
- Fachbereich Kommunikation
- Fachbereich Kultur, Jugend und Erwachsenenbildung
- Fachbereich Lokale Behörden und Kanzlei
- Fachbereich Pädagogik
- Fachbereich Personal und Organisation
- Fachbereich Soziales
- Fachbereich Sport, Medien und Tourismus
- Fachbereich Unterrichtspersonal

Neben den klassischen Fachbereichen sind dem Ministerium schließlich drei Dienste mit getrennter Geschäftsführung angegliedert:
- Dienst mit getrennter Geschäftsführung Gemeinschaftszentren
- Dienst mit getrennter Geschäftsführung Medienzentrum der Deutschsprachigen Gemeinschaft
- Dienst mit getrennter Geschäftsführung Service und Logistik im Unterrichtswesen

Die Vertretungen in Brüssel und Berlin sind dem Fachbereich Außenbeziehungen und Regionalentwicklung nachgeordnet.